# Équipe du pays de Galles des moins de 19 ans de football
Maillots
Actualités
L'équipe du pays de Galles de football des moins de 19 ans est une sélection des meilleurs joueurs gallois de moins de 19 ans placée sous l'égide de la fédération galloise de football.
L'équipe est dirigée par l'entraîneur gallois Brian Flynn qui est aussi le sélectionneur de l'équipe du pays de Galles espoirs de football.

## Parcours
Malgré des résultats médiocres sur la scène internationale dans les années 2000, la sélection galloise des moins de 19 ans a vu sortir de ses rangs des joueurs ayant évolué au plus haut niveau les années suivantes, au nombre desquels figurent Neal Eardley, Chris Gunter ou Wayne Hennessey.

### Parcours en Championnat d'Europe
- 2009 : Tour de qualification
- 2010 : Tour de qualification
- 2011 : Tour Élite
- 2012 : Tour de qualification

## Effectif actuel
Le tableau ci-dessous est constitué des joueurs appelés à participer, sous le maillot de la sélection galloise, aux éliminatoires du Championnat d'Europe de football des moins de 19 ans 2023.
| Pos        | Nom                 | Date de naissance  | Sélections | Buts | Club                                      |
| ---------- | ------------------- | ------------------ | ---------- | ---- | ----------------------------------------- |
| Gardiens   |                     |                    |            |      |                                           |
| GB         | Ronnie Hollingshead | 9 septembre 2004   | 2          | 0    | West Bromwich Albion                      |
| GB         | Lewis Ridd          | 9 août 2004        | 4          | 0    | Bury Town                                 |
| Défenseurs |                     |                    |            |      |                                           |
| DEF        | Murphy Bennett      | 23 décembre 2004   | 2          | 0    | Forest Green Rovers                       |
| DEF        | Zac Bell            | 7 février 2004     | 4          | 0    | Bath City                                 |
| DEF        | Zac Williams        | 27 mars 2004       | 5          | 1    | Crewe Alexandra                           |
| DEF        | Kai Ludvigsen       | 26 mars 2004       | 2          | 0    | Swansea City                              |
| DEF        | Ben Hammond         | 4 octobre 2004     | 1          | 0    | Nottingham Forest                         |
| DEF        | Justin Hanks        | 1er septembre 2004 | 2          | 1    | Nottingham Forest                         |
| DEF        | Scott Godden        | 7 février 2005     | 1          | 0    | Leeds United                              |
| DEF        | Jay Williams        | 26 février 2003    | 0          | 0    | Fulham                                    |
| Milieux    |                     |                    |            |      |                                           |
| MIL        | Benjamin Purcell    | 25 août 2004       | 2          | 0    | Reading                                   |
| MIL        | Harry Jewitt-White  | 26 mars 2004       | 1          | 0    | Portsmouth                                |
| MIL        | Joel Coterill       | 10 janvier 2005    | 3          | 0    | Swansea City                              |
| MIL        | Morgan Williams     | 11 décembre 2004   | 2          | 0    | AFC Wimbledon                             |
| MIL        | Cameron Congreve    | 24 janvier 2004    | 0          | 0    | Swansea City                              |
| MIL        | Joel Colwill        | 27 octobre 2004    | 3          | 1    | Cardiff City                              |
| MIL        | Ben Lloyd           | 24 mars 2005       | 3          | 1    | Swansea City                              |
| MIL        | Aaron Bennett       | 24 janvier 2004    | 0          | 0    | Altrincham (en prêt de Preston North End) |
| MIL        | Morgan Wigley       | 10 septembre 2004  | 1          | 0    | Cardiff City                              |
| MIL        | James Crole         | 14 janvier 2004    | 3          | 1    | Cardiff City                              |
| Attaquants |                     |                    |            |      |                                           |
| ATT        | Chris Popov         | 26 octobre 2004    | 8          | 3    | Leicester City U23                        |

## Dernières rencontres
Le tableau ci-dessous dresse la liste des derniers matchs joués par l'équipe du pays de Galles des moins de 19 ans :
| Date              | Adversaire           | Score | Buteurs gallois | Comp.            |
| 21 septembre 2022 | Hongrie              | 0 - 0 | - | Q. Euro U19 2023 |
| 24 septembre 2022 | République d'Irlande | 0 - 2 | - | Q. Euro U19 2023 |
| 27 septembre 2022 | Hongrie              | 9 - 2 | Justin Hanks ( 4e) · Chris Popov ( 23e (90+4)) · Ben Lloyd ( 37e) · Morgan Wigley ( 38e) · James Crole ( 70e) · Cameron Congreve ( 79e) · Zac Williams ( 84e) · Joel Colwill ( 88e) · | Q. Euro U19 2023 |

## Classement
| Rang | Équipe               | Pts | J | G | N | P | Bp | Bc | Diff |  | Résultats (▼ dom., ► ext.) |     |     |     |     |
| ---- | -------------------- | --- | - | - | - | - | -- | -- | ---- |  | -------------------------- | --- | --- | --- | --- |
| 1    | République d'Irlande | 9   | 3 | 3 | 0 | 0 | 9  | 0  | +9   |  | République d'Irlande       |     |     | 0-0 | 6-0 |
| 2    | Hongrie              | 4   | 3 | 1 | 1 | 1 | 8  | 1  | +7   |  | Hongrie                    | 0-1 |     |     | 8-0 |
| 3    | Pays de Galles       | 4   | 3 | 1 | 1 | 1 | 9  | 2  | +7   |  | Pays de Galles             |     | 0-0 |     |     |
| 4    | Gibraltar            | 0   | 3 | 0 | 0 | 3 | 2  | 23 | -21  |  | Gibraltar                  |     |     | 2-9 |     |